# Verena Conzett-Knecht
Verena Conzett-Knecht, née le 28 novembre 1861 à Zurich (Suisse) et morte le 14 novembre 1947 à Kilchberg (c. Zurich), est une syndicaliste et féministe suisse.
Verena Conzett s'engage en faveur de l'amélioration des conditions de travail des travailleuses et travailleurs issus de différents métiers de la branche des services et du travail à domicile. Les problématiques dont elle s'occupe ont trait à une meilleure protection des personnes salariées, des assurances, et la réduction des heures de travail pour les ouvrières. Elle est la première présidente de l'Union suisse des ouvrières, fondée en 1890, et peut être considérée comme l'une des personnalités les plus importantes du le mouvement ouvrier dans la Suisse de la fin du XIXe siècle. 

## Biographie
Verena Knecht travaille dès l’âge de 13 ans dans une teinturerie et plus tard dans une filature. Elle y rencontre  Johanna Kaufmann (Jeanne Greulich), la femme de Herman Greulich et découvre le mouvement ouvrier. Plus tard, elle travaille à Zurich en tant que vendeuse et fabricante de cravates. Après son mariage avec Conrad Conzett, elle élève ses quatre enfants, et prend également en charge l'administration de l'entreprise de son mari. À son domicile se rencontrent de nombreuses personnalités du mouvement ouvrier et de la social-démocratie, dont Paul Pflüger, Robert Seidel, August Bebel et Wilhelm Liebknecht.
En 1890, elle est élue présidente de la toute nouvelle Union suisse des ouvrières (USO). En cette qualité, elle représente l'USO au 1er congrès suisse des intérêts féminins en 1896 à Genève. Dans la même année, elle est élue au bureau du Conseil suisse de la confédération des travailleurs. En 1897, elle représente le parti socialiste suisse au Congrès International de la protection du travail à Zurich.
Son mari se suicide en 1898, et elle reprend la direction de son imprimerie. Elle redresse l'entreprise, au bord de la faillite, avec l'avocat Émile Huber. Elle fonde la Revue In freien Stunden (Pendant les heures libres), pour laquelle elle a une idée innovante : l'abonnement inclut une assurance. Elle s'éloigne de plus en plus du mouvement ouvrier et se tourne vers le mouvement féministe. Elle a notamment initié la création du centre d'hébergement pour mères Mütterheim Inselhof à Zurich.

## Hommages
Une rue est nommée d'après son nom dans le district 4 de la ville de Zurich.